# Noe Seifert
Pour les articles homonymes, voir Seifert.
Noe Seifert, né en 1998 à Sevelen, est un gymnaste artistique suisse.

## Carrière
Aux Championnats d'Europe de gymnastique artistique masculine 2016 à Berne, Noe Seifert est médaillé de bronze par équipe junior. Aux Championnats du monde de gymnastique artistique 2023 à Anvers, il termine huitième du concours général ; il s'agit de la meilleure performance suisse dans cette épreuve aux Mondiaux depuis 1950. Il remporte la médaille de bronze aux barres parallèles lors des Championnats d'Europe de gymnastique artistique masculine 2024 se tenant à Rimini.
Aux Championnats d'Europe de gymnastique artistique 2025 à Leipzig, il est médaillé d'argent par équipes.